# David Tanner
David Tanner (Melbourne, 30 de setembre del 1984) és un ciclista australià, professional des del 2009 i actualment a l'equip Vérandas Willems-Crelan.

## Palmarès
- 2007
  - Vencedor d'una etapa al Tour del Gavaudan Llenguadoc-Rosselló
- 2008
  - Vencedor d'una etapa al Tour del Pays Roannais
- 2009
  - Vencedor d'una etapa al Tour of the Murray River
- 2010
  - Vencedor d'una etapa al Tour de Beauce
  - Vencedor d'una etapa al Cascade Cycling Classic
  - Vencedor d'una etapa al Tour de Utah
  - Vencedor d'una etapa a la Volta a la Xina
- 2015
  - Vencedor d'una etapa a la Volta a Àustria

### Resultats a la Volta a Espanya
- 2013. 106è de la classificació general
- 2015. Abandona

### Resultats al Giro d'Itàlia
- 2014. 130è de la classificació general